# Jenny Boucek
Jennifer Dawn Boucek, detta Jenny (Nashville, 20 dicembre 1973), è un'ex cestista e allenatrice di pallacanestro statunitense, professionista nella WNBA.